# Bjursjön (Gustav Adolfs socken, Värmland, 665954-139958)
Bjursjön är en sjö i Filipstads kommun och Hagfors kommun i Värmland och ingår i Göta älvs huvudavrinningsområde. Sjön är 20 meter djup, har en yta på 0,331 kvadratkilometer och är belägen 310 meter över havet. Vid provfiske har abborre fångats i sjön.

## Delavrinningsområde
Bjursjön ingår i det delavrinningsområde (665944-139624) som SMHI kallar för Utloppet av Hyttjärnen. Medelhöjden är 335 meter över havet och ytan är 29,51 kvadratkilometer. Det finns inga avrinningsområden uppströms utan avrinningsområdet är högsta punkten. Tranebergsälven som avvattnar avrinningsområdet har biflödesordning 3, vilket innebär att vattnet flödar genom totalt 3 vattendrag innan det når havet efter 382 kilometer. Avrinningsområdet består mestadels av skog (79 procent). Avrinningsområdet har 2,15 kvadratkilometer vattenytor vilket ger det en sjöprocent på 7,3 procent.